# بيتسي سودارو
بيتسي سودارو (بالإنجليزية: Betsy Sodaro)‏ (مواليد 10 يونيو 1984 -) في بريكنريدج ولاية كولورادو هي ممثلة أفلام ومسرح وممثلة صوت أمريكية، اشتهرت بظهورها في البرامج الكوميدية في لوس أنجلوس مثل فترة أخرى ، دنكانفيل ، قص ، ممارسة الحيوان ، نيلد إت ، بيج تايم إن هوليوود، فلوريدا وعروض نتفليكس.

## حياتها
ولدت سودارو في مقاطعة ساميت، كولورادو بالولايات المتحدة الأمريكية، وتخرجت من جامعة كولورادو الحكومية سنة 2006، وحصلت على شهادة في الإتصالات والمسرح. تدربت بعد التخرج، كمؤدية صوتية وقدمت العروض في برنامج (بالإنجليزية: Sacramento Comedy Spot)‏ وانتقلت إلى لوس أنجلوس سنة 2007. قدمت عروضها بانتظام في (بالإنجليزية: Upright Citizens Brigade Theatre)‏ مع فرق الارتجال المنزلية بانغرانغ وفريق رسم المنزل (ابن أخ). تأثرت سودارو بالممثل الأمريكي كريس فارلي من بين مؤثراتها الكوميدية.
ظهر سودارو في أفلام مثل "جامعة المرعبين" و"قائمة المهام (بالإنجليزية: The To Do List)‏"، وقد ظهر كضيف في برامج تلفزيونية مثل (بالإنجليزية: Raising Hope)‏ '،( بانج بانج!)، و (عرض كرول). في سنة 2010، كانت عضوًا في فريق التمثيل في البرنامج التجريبي (مات بييري)، أحد مؤسسي برنامج (UCB)، تشتهر بالادوار الكوميدية التي برعت به مثل برنامج (كوميدي سنترال) مع بريت غيلمان، جون جيمبرلينج، وبول راست. و شاركت سودارو في بطولة المسلسل الهزلي قصير العمر علي قناة (إن بي سي) سنة 2012، وبرنامج "ممارسة الحيوان".
كانت الإنطلاقة الحقيقة في تادية الأصوات بالمشاركة مع نتفليكس، قدمت من خلالهم ((بالإنجليزية: Betsy Sodaro)‏) صوت نبات (Plant) في Warner Bros. Animation's) Right Now Kapow، Xixi The Toucan ) و 'All Hail King) Julian) .
كما لعبت دور شخصية "(Dabby)" في المسرحية الهزلية من إنتاج نتفلكيس (مفككة) بطولة كاثي بيتس. ظهرت في مسلسل أشباح سنة 2022 بدور (نانسي)، الشبح الذي مات بسبب الكوليرا.

## أعمالها
- 2022: - المزحة
- 2021: - الموسيقى - ضابط المراقبة
- 2020: - ترولز حول العالم (صوت)

- 2020: - Valley Girl - Tough Bouncer

- 2020: - الخيار المخلل الأمريكي - محامي دفاع

- 2020: - Hubie Halloween - الأرنب (صوت)

- 2018: ومات باول
- 2020: - الجيل التالي - بوابة (صوت)
- 2013: - جامعة المرعبين - (صوت)
- 2013: - قائمة المهام - خريج 2

### العروض التلفزيونية بيتسي سودارو
- 2022: - أشباح - نانسي
- 2022: - امريكان اوتو - إسكندرية
- 2:022 - الهامستر وجريتيل - المدرب هاجرتي (صوت)
- 2020: إلى الوقت الحاضر Duncanville - Bex (صوت)
- 2020: - حتى الآن - ترولز: ترولز توبيا - Clampers Buttonwillow (صوت)
- 2020 كيبو وعصر Wonderbeasts - التسمية (صوت)

- 2020 - Glitch Techs - المفتش 7 (صوت)*

- 2020 - برنامج جورج لوكاس الحواري - نفسها
- 2019-22 - بيج سيتي جرينز - مجتمع سو (صوت)
- 2019-21 - جزيرة المخيم الصيفي - Skadi the Cloud Puncher (صوت)
- 2019 توكا وبيرتي - (صوت)
- 2019 - تاريخ السكر - ماري مالون
- 2019 - مغامرات رابونزيل المتشابكة - كليمنتين (صوت)
- 2018 لوس أنجلوس إلى فيغاس - كاثي طبيب الأسنان
- 2018 - صامت - كاثلين

2018 - Little Big Awesome - Puddin 'Peggy / Sherris (صوت)
- 2018 - سعداء معا - دونا
- 2018 - نوع الإنسان - السيدة كورد / جائع أجنبي (صوت)

- 2018 - صعود سلاحف النينجا - خنزير الأرض (صوت)

- 2017-18 - مفكك - Dabby
- 2017 جيف وبعض الأجانب - سفير الولايات المتحدة (صوت)
- 2017 - جيرلبوس - بيتسي
- 2017 - كل حائل الملك جوليان: منفى - Xixi (صوت)
- 2017 - المحقق الرفيق - Marku’s Landlady (صوت)
- 2017 - أبولو جونتليت روبيس (صوت)

- 2016-17 - Right Now Kapow Plant (صوت) - السلسلة العادية

- 2016-17 - فتيات القوة - إيدي / أنجيلا (صوت)
- 2016 2 انكسرت الفتاة - يونيس
- 2016 - الحب - موظف مأوى للحيوانات

- 2016 - Bajillion Dollar Property * لوريتا

- 2016 - النرد - سائق دراجة نارية
- 2016 - ليدي ديناميت - ميلادي بيتسي
- 2016 - مهرجان توين - القيء دونا

- 2016 - Brooklyn Nine-Nine - جوردان* كارفتون

- 2016 - آدم يدمر كل شيء - تيري الملقب سكواتر
- 2015–21 - متجر كبير - سيدة مستقيمة
- 2015-18 - فترة أخرى - الإجهاض ديب
- 2015–17 - د. كين - سونيا

- 2015–16 - TripTank - أصوات مختلفة*

- 2015 - بيج تايم إن هوليوود ، فلوريدا - * دارلا
- 2015 - قص - ريتا دويل
- 2014–19 - بوب برجر - باتي / جاكي (صوت)
- 2014-17 - كل حائل الملك جوليان - Xixi (صوت)
- 2015 - أكوا تين هنجر فورس فور إيفر - كوين بي (صوت)
- 2014-17 - كل حائل الملك جوليان - Xixi (صوت)

- 2014 - The Millers - الممرضة جنيفر*

- 2014 - اعلانات تجارية - بورسلين
- 2014 - تشيلسي مؤخرًا - نفسها - المائدة المستديرة
- 2014 - مراجعة - ماري
- 2013 - عرض كرول - زميل عمل رينيك

2013 - NTSF: SD: سيارات الدفع الرباعي -* أيام
- 2013 - نحن رجال - كاثرين
- 2013 - رفع الأمل - كاندي
- 2012–16 - كوميديا بانج! حية! - مختلف
- 2012 - ممارسة الحيوان - أنجيلا
- 2010 - هذا العرض سيجعلك عالية - متنوع